# Platylambrus serratus
Platylambrus serratus är en kräftdjursart som först beskrevs av H. Milne Edwards 1834.  Platylambrus serratus ingår i släktet Platylambrus och familjen Parthenopidae. Inga underarter finns listade i Catalogue of Life.